# Vařákovy Paseky
Vařákovy Paseky je dnes již zaniklá samota na východě České republiky ve Zlínském kraji v okrese Vsetín, která byla osídlena v polovině 19. století. První chalupu čp. 81 si zde postavil Jiří Hrabina z Lačnova se svou manželkou Kateřinou. Domek byl postaven na katastrálním území Pozděchova na pozemcích tchána Jiřího Hrabiny, Lačnovského mlynáře Jana Zvonka. První dřevěnici s čp. 103 si na katastrálním území Lačnova po roce 1870 postavil Martin Vařák roz. Hrabina, syn Martina Vařáka z Pozděchova a jeho ženy Anny, roz. Hrabinové. Po smrti Anniných rodičů kupuje dům čp. 81 bratr Martina Vařáka, Tomáš. Ve 40. letech bylo již na Vařákových pasekách postaveno 10 chalup.
Jihovýchodně od sídla se nachází obec Lačnov. Na konci druhé světové války zdejší oblastí Vizovických vrchů ustupovala německá armáda před postupujícími Rumunskou královskou a Rudou armádou. Dne 1. května osvobozenecká vojska prorazila obranu na Moravsko-slovenské hranici Bílých Karpat v Lyském a Vlárském průsmyku a pokračovala směrem na Vizovice a Zlín.

## Průběh událostí
Dne 27. dubna byl partyzánským oddílem Ploština proveden přepad německé jednotky nedaleko Vařákových pasek. Partyzáni při akci zničili 2 osobní, jedno nákladní auto, polní vysílač a meteorologickou stanici. Při střetu s partyzány padli také tři Němci.
Od 1. května Rumunská armáda postupovala v čele vojsk od Horního Lidče směrem na Valašské Klobouky - Vlachovice - Haluzice a Loučku. Vzhledem k poloze Vařákových pasek si budovala německá armáda na horských kótách pozorovatelny s radiovými vysílači pro zaměření své dělostřelecké palby. V dopoledních hodinách 2. května 1945 dorazili čtyři vojáci dělostřeleckého pluku 153. divize Wehrmachtu gen. Karla Edelmanna na Vařákovy paseky. Dva radisté se usídlili s vysílačkou v domu Františky Vařákové čp. 81 a požádali ji, aby jim ukázala výhled na Lačnov, Tichov, Drnovice a Vysoké Pole. Dva vojáci odešli zbudovat pozorovatelnu k nedalekému triangulačnímu bodu na Pulcově a dva instalovali vysílačku. V tu dobu se z nedalekých Rylisek vraceli členové 1. československé partyzánské brigády Jana Žižky z oddílu Ploština. Den předtím slavili konec války ve Valašských Kloboukách a měli za úkol se přemístit do Haluzic na vrch Barák u Loučky. Partyzáni dům čp.81 obklíčili a následně došlo ke krátké přestřelce kdy střely těsně minuly děti. Zajatého Němce partyzáni odtáhli do lesa a zastřelili. Zahynul také jeden partyzán, který byl omylem zastřelen vlastními muži.
Místní obyvatelé dobře věděli k jakým tragédiím došlo 19. dubna v Ploštině , která je od místa na dohled vzdálená (2,5 km) a 23. dubna v Prlově, kdy speciální protipartyzánská jednotka SS-Einheit Josef ze Slovenska a další jednotky ZbV z Vizovic obě vesnice drasticky vyvraždily a stavení vypálily. Obyvatelé usedlostí na radu partyzánů měli všichni odejít ke svým příbuzným a známým, protože bylo jisté, že se Němci vrátí. Většina z více než 50 obyvatel doporučení uposlechla a odešla. Část si sebrala nejnutnější osobní věci, jídlo i pěřiny a okolo poledne odešli se schovat do lesa. Když slyšeli probíhající boje u Loučky, které krátce utichly a v sousední Polance slyšeli hudbu, domnívali se, že fronta jejich území již obešla. Vzhledem k chladnému počasí, kdy se ledový déšť proměnil ve sněžení, se proto okolo páté hodiny rozhodli vrátit do svých domovů zpět, což se ukázalo později osudným.

## Trestná výprava Wehrmachtu
V podvečer 2. května Vařákovu osadu nečekaně obklíčili opět Němci, když vyhnali z chlévů dobytek a pancéřovými pěstmi zapálili osm domů. Zbývající dva domy zůstaly neporušené, protože byly stranou a v husté přízemní mlze, nebyly zřejmě vidět. Při hoření chalup začala vybuchovat střešní krytina eternit a Němci se domnívali, že se jedná o ukrytou munici partyzánů, a proto se rozhodli všechny obyvatele Vařákových pasek vyvraždit. Děti začaly ze zoufalství křičet a ječet a obyvatelé Vařakových Pasek Němcům vysvětlili, že výbuchy nezpůsobují granáty a střelivo. Německý velitel proto vyhlazovací teror zakázal.
Zdejších patnáct obyvatel malé usedlosti nacisté vyhnali a děti nenechali ani obout a bosé je hnali do 9 km vzdálené Valašské Polanky. Zde je začali vyslýchat až do večera v domě rodiny Šafaříků (u Ohradů) čp. 251, kde sídlilo velitelství dělostřeleckého oddílu. Na noc byli občané nahnáni do stodoly rodiny Juřicové (u Šunců), kde byli opět vyslýcháni.

## 3. květen
Tento den ráno byly všechny osoby přemístěny do chudobince ve Valašské Polance. Na přímluvu německé občanky Aurelie Ludwigové a zejména pana faráře Jana Absolona, kteří se obětovali jako rukojmí, nakonec Němci měli určité slitování a propustili všechny matky s dětmi. (11 osob)

## Poprava v Hošťálkové
Dne 4. května ve dvě hodiny ráno byli čtyři zajatci odvlečeni z Valašské Polanky přes Vsetín až do 25 km vzdálené Hošťálkové, kde německá vojska zdržovala postup 1. čs. armádního sboru, který směřoval k Bystřici pod Hostýnem. Zde v Hošťálkové byli odvedeni do chléva Jaroslav Vaňka a opět vyslýcháni. V její blízkosti se nacistický scénář naplnil. Němci zde vykopali masový hrob a zajaté osoby Jana Polčáka, Karla Vařáka a Františka Žáka z Prlova, okolo deváté ráno popravili střelou do týla. Společně s nimi také mladou Růženu Šopovou, která do Vařákových pasek přijela pouze na návštěvu své sestry. Tu nechali nacisté ležet přikrytou větvemi v potůčku. Odpoledne okolo půl páté odpoledne byl osvobozen Vsetín a následně Hošťálková, kde zadní voj Wehrmachtu zdržoval postup čs. armádního sboru.

## 5. květen
V sobotu 5. května objevil popravené pan Tomáš Machala z Ratiboře, který je převezl koňským povozem k potoku blízko svého domu, kde všechny oběti exekuce očistil a umyl. Dne 7. května si pro mrtvé rodinné příslušníky přijela paní Tereza Šopová, maminka Roziny Šopové a tchyně Jana Polčáka. Následně je odvezla na poslední rozloučení do Pozděchova na místní evangelický hřbitov.

## Poznámka
Od roku 1950 na Vařákových pasekách již nikdo nežil a poslední ze zdejších chalup byla v roce 1961 zbořena. Na někdejší horskou osadu, která se stala také obětí nelidské bestiality nacistů na konci války, tak upomíná pouze zbudovaný památník věnovaný všem jejich obětem. V roce 2019 byl za přispění obcí Ratiboř a Hošťálková zbudován na místě popravy obyvatel Vařákových pasek památník se čtyřmi kříži určující místo jejich pohřbení.
Během podzimu 2011 odvysílala Česká televize v rámci dokumentárního pořadu Ztracené adresy pořad věnovaný této obci. V roce 2014 plánovali zastupitelé Lačnova zbudovat na okraji své obce přesnou repliku zemědělské usedlosti Karla Vařáka, jednoho z nacisty zastřelených obyvatel Vařákových pasek. Objekt měl mít i včelín, kovárnu či ovocný sad ve svém okolí. V komplexu se mělo nacházet muzeum prezentující historii rodiny Vařákových. Na realizaci záměru měly přispět prostředky z Evropské unie. Podle původních plánů existovaly úvahy o zbudování nové zástavby přímo na místě Vařákových pasek, ale znemožnila je skutečnost, že je toto místo chráněným oblastním územím. Projekt se podařilo realizovat a za rok 2015 mu byl udělen titul Stavba roku Zlínského kraje.
Po hloubkové revizi veškerých událostí v roce 2019 byly vyvráceny opakující se omyly a dezinterpretace v médiích, literatuře i některých "odborných" publikacích posledních let.
1) Na tragédii se nepodílela jednotka SS-Einheit Jozef (Ploština, Prlov)
2) Nebyli přítomni žádní příslušníci SS, ZbV, SD Ruhsam (Ploština, Prlov)
3) Karel Vařák ani nikdo z popravených si nekopali vlastní hrob.